# سردیس آتوسا
سردیس آتوسا یکی از اشیای باستانی متعلق به دوران هخامنشی است. این سردیس سنگی در اطراف تخت جمشید کشف شده است. آتوسا (۵۵۰ تا ۴۷۵ پیش از میلاد مسیح) از شهبانوهای ایران بود. وی دختر کورش بزرگ، همسر پادشاه هخامنشی داریوش بزرگ، و مادر خشایارشا بود. جنس این اثر باستانی از سنگ فیروزه است.ساختن این اثر مربوط به دوران حکومت داریوش بزرگ است.